# ブルーボックス

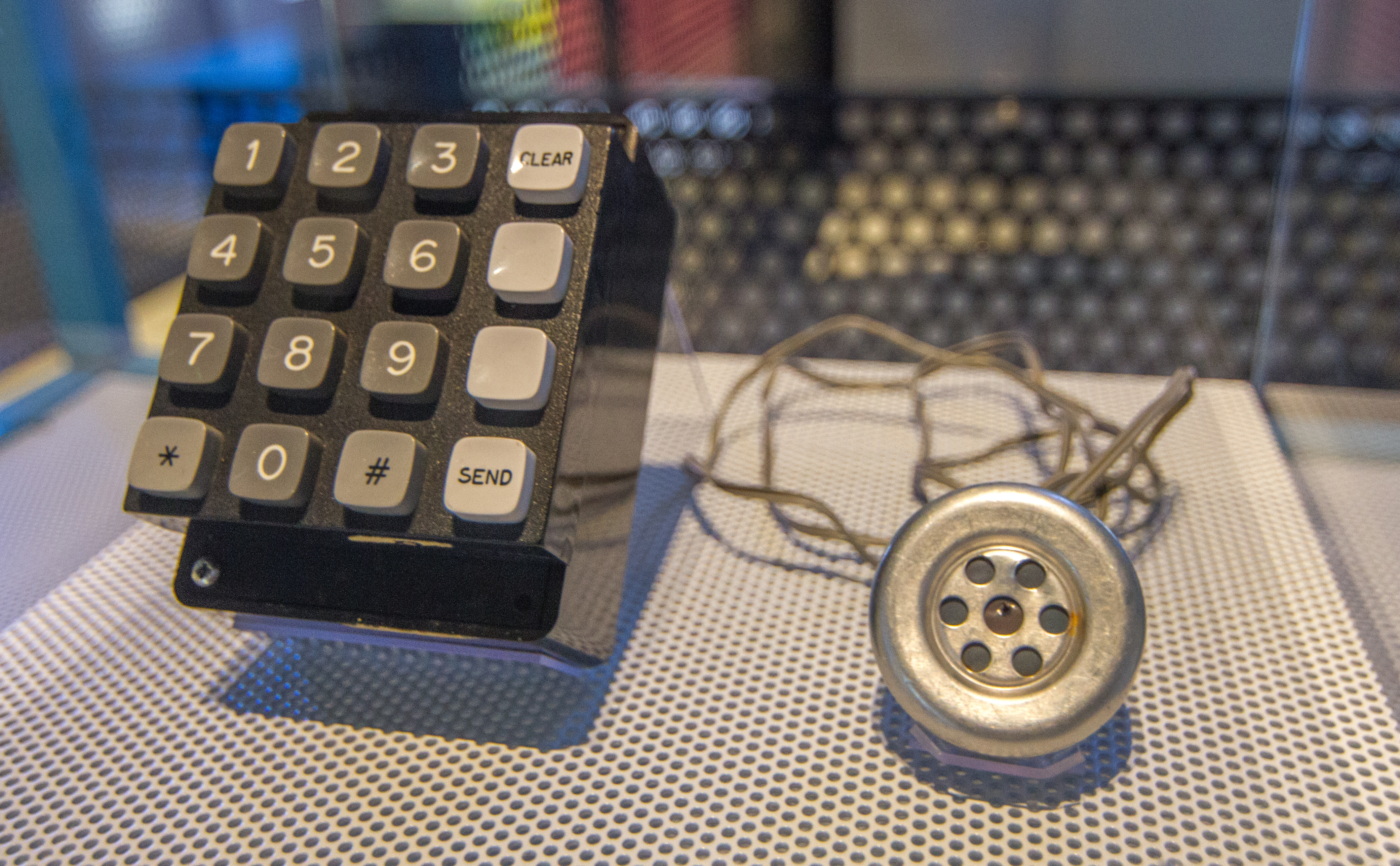
スティーブ・ウォズニアックが設計・製造し、スティーブ・ジョブズがAppleを設立する前に販売したブルーボックス。コンピュータ歴史博物館のコレクションでパワーハウス博物館に展示されている

ブルーボックス（blue box）は、以前の北米の長距離電話回線で音声回路を介して回線状態と電話番号情報を送信するために使用されていたトーン信号を不正に生成するために使用される装置の総称である。当時、長距離通話の料金は通話の時間や着信地によっては高額になることもあった。ブルーボックスは、「フリーカー」と呼ばれる違法な利用者が、電話回線の正規の発信機能を使用せずに長距離電話をかけることを可能にし、別の回線契約者に請求させるほか、通信会社のシステムによって本来、拒否される長距離電話をかけることを可能にした。電話ネットワークの他の機能を制御するために、多くの同様の「カラーボックス」も作られた。
1960年代に最初に開発され、小さなフリーカーのコミュニティで使用された。1970年代初頭の低コストな微細電子工学の導入により、これらの端末は、はんだごてやブレッドボードを利用することで電子工作などの経験者ならば誰でも組み立てできるほどに簡略化された。その後すぐに、比較的低品質のモデルが組み立てられた状態で提供されたが、これらは多くの場合、動作を維持するために利用者による調整が必要だった。
その後に、長距離電話回線がデジタル化されるにつれて、トーン信号は、回線利用者がアクセスできない別のチャネルでデジタルで伝送される共通線信号（CCS）の形で帯域外信号方式に置き換えられた。この新方式を取り入れたことにより、1980年代までにトーン信号を悪用するのブルーボックスの有用性が低下し、今日ではほとんど役に立たない。
スティーブ・ウォズニアックが設計・製造し、スティーブ・ジョブズがAppleを設立する前に販売したものが有名である。

## 歴史

### 自動ダイヤル
市内通話は20世紀前半に自動化されたが、長距離通話には依然としてオペレーターによる交換が必要でだった。AT&Tは自動化が不可欠であるとし、1940年代までに、長距離回線でもトーン信号を使用して回線接続を制御するシステムを開発した。多周波数（MF）信号と呼ばれるトーンの組は、電話番号に使用される数字に割り当てられ、単一周波数（SF）と呼ばれる別の単一信号は、回線情報信号として使用された。
この新しいシステムにより、使用頻度の高い交換機から、必要に応じてダイヤラと信号音生成機を展開することで、電話回線を自動化することができた。ベル研究所は、このシステムの作成に成功したことを喜んで宣伝し、その仕組みの詳細を繰り返し公表した。ポピュラーエレクトロニクスの1950年2月号で、彼らは「電話番号の曲を演奏する(Playing a Tune for a Telephone Number)」という広告を掲載し、数字を音符と表現し、電話オペレーターの押しボタンを「音楽キーボード(musical keyboard)」と表現した。  1950年代に、AT&Tは、システムの操作を説明する広報映画「Speeding Speech」をリリースした。映画では、技術者がダイヤルキーを押すと、スピーカーから電話番号を送信するためのトーン信号群が聞こえた。